# Prati (rione di Roma)

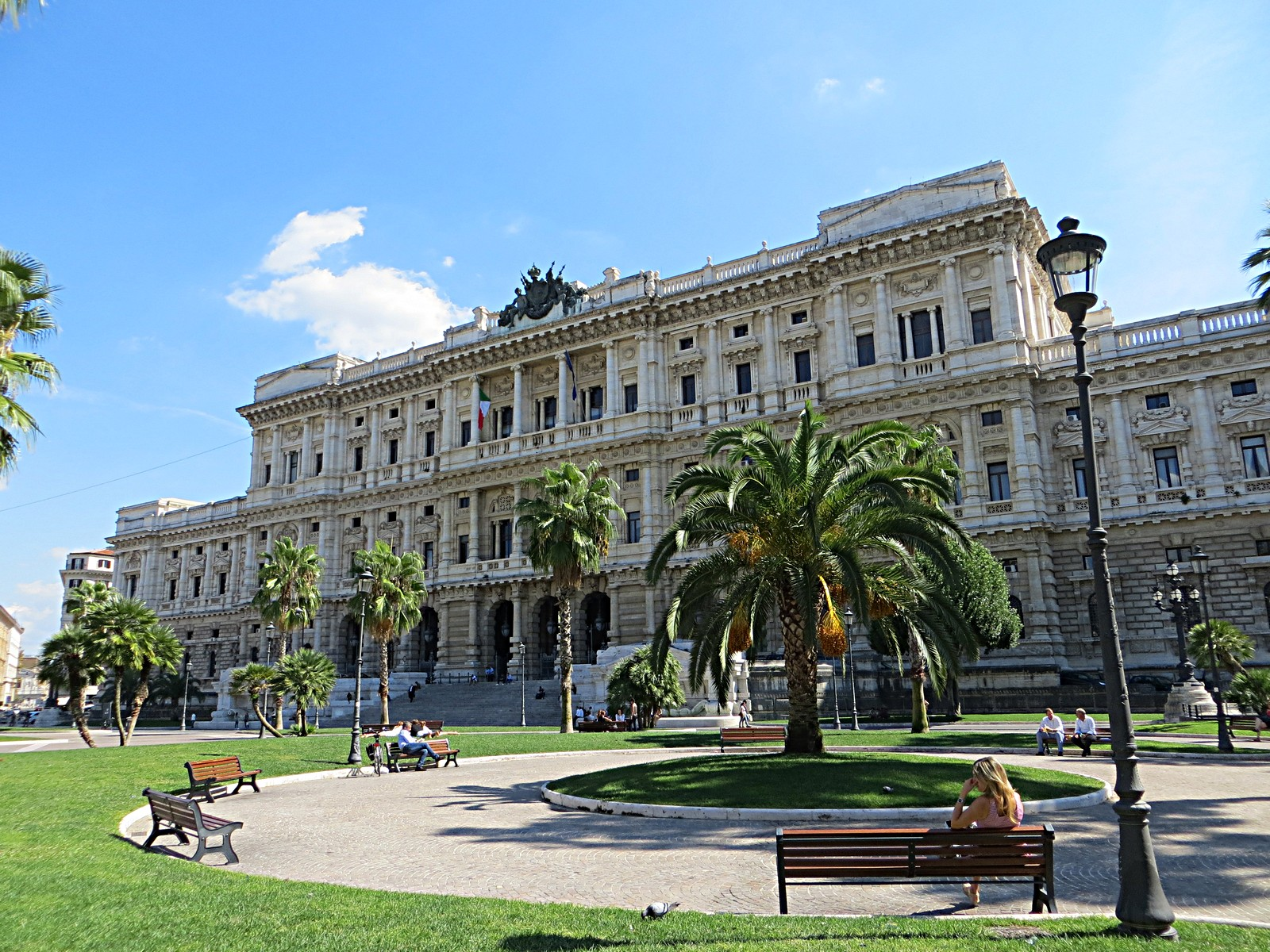
Piazza Cavour sede della Corte suprema di cassazione

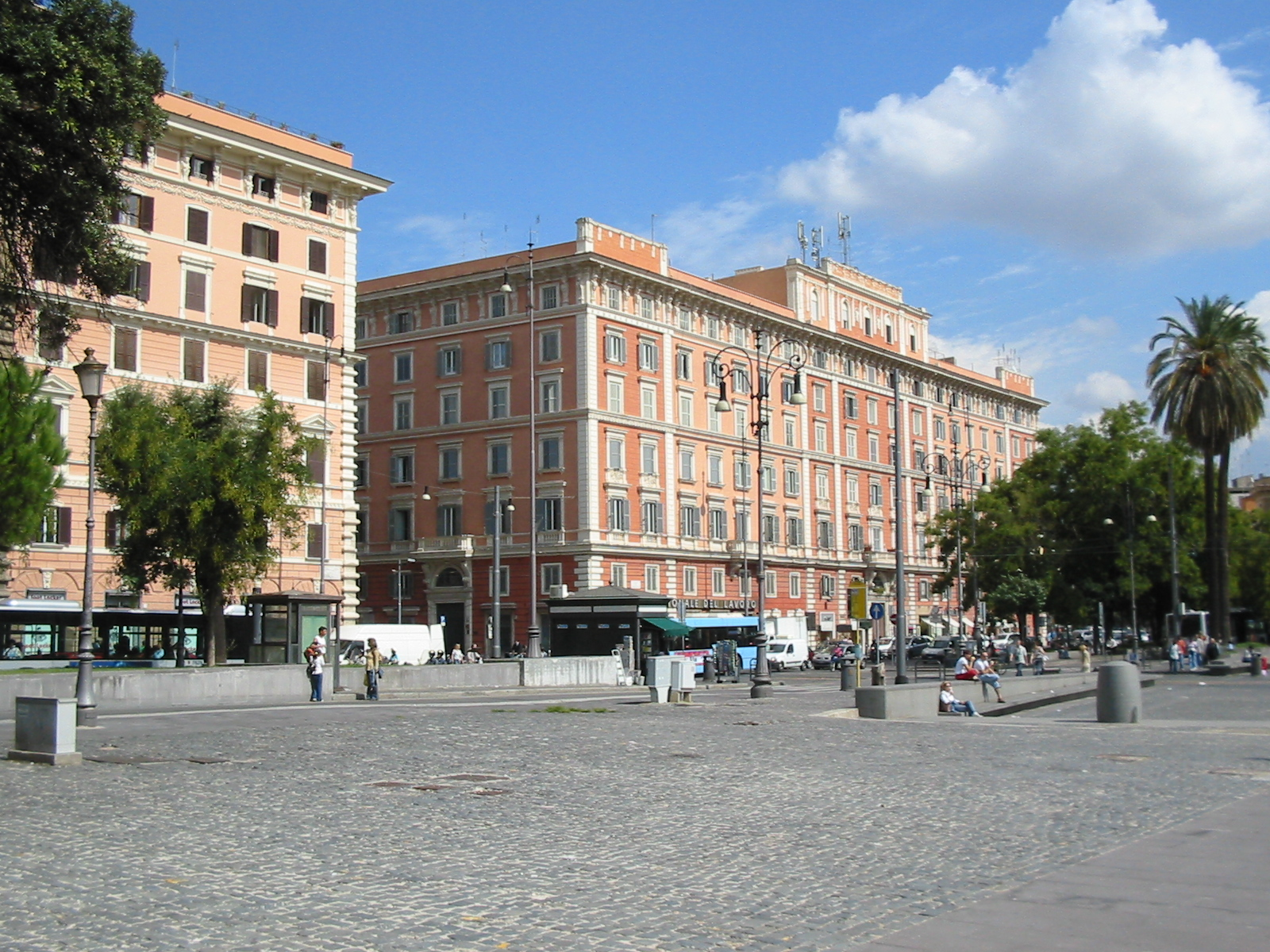
Piazza del Risorgimento.

Piazza Cola di Rienzo negli anni venti.

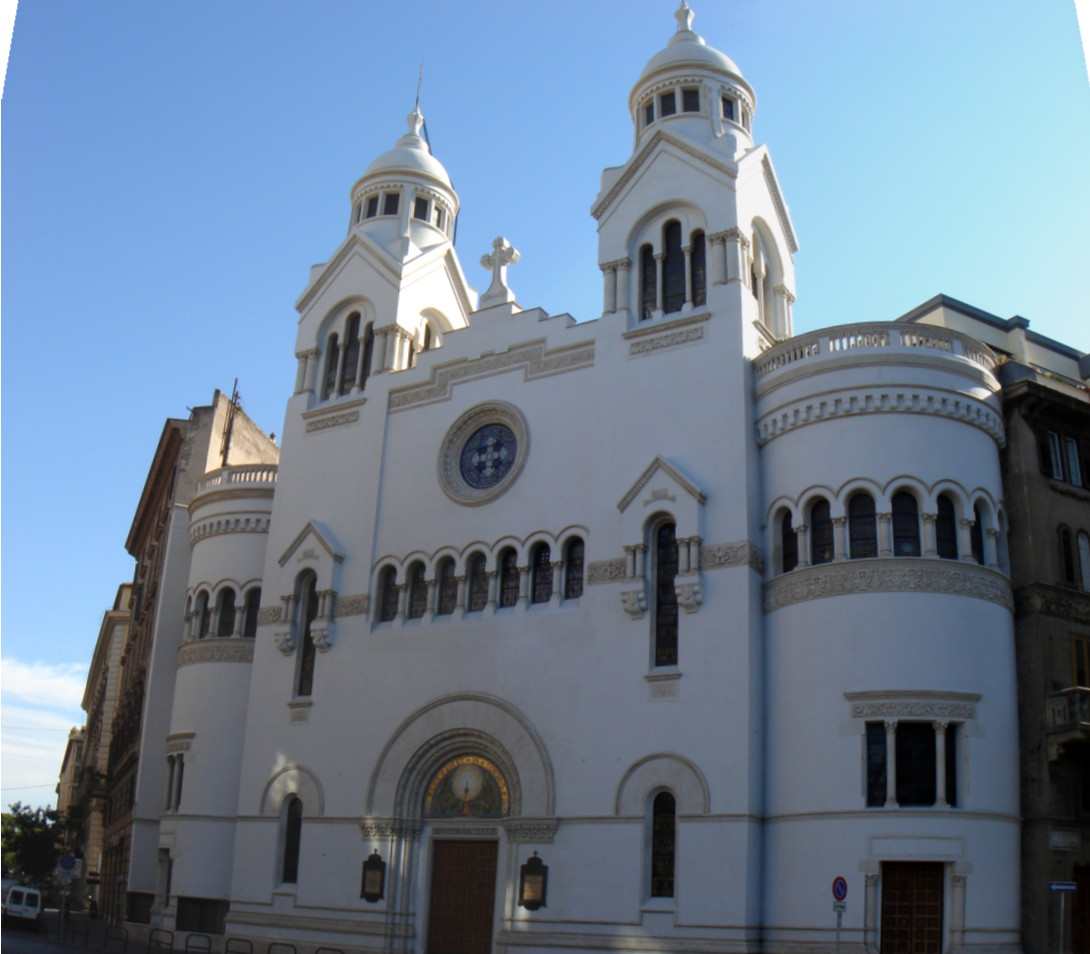
La chiesa valdese di piazza Cavour.

Prati è il ventiduesimo e più recente rione di Roma, indicato con R. XXII.
Il toponimo indica anche la zona urbanistica 17A del Municipio Roma I.
A seguito della riorganizzazione dei municipi capitolini avvenuta nel 2013, i rioni Prati e Borgo sono stati inclusi nel I Municipio.

## Geografia fisica

### Territorio
Prati si trova sul lato destro del Tevere e, insieme al rione Borgo e a parte dei quartieri Della Vittoria e Trionfale, fa parte del I municipio di Roma.
Il rione confina:
- a nord con il quartiere Q. XV Della Vittoria[1]
- a est con il quartiere Q. I Flaminio[2] e il rione R. IV Campo Marzio[3]
- a sud con i rioni R. V Ponte[4] e R. XIV Borgo[5] e la Città del Vaticano[6]
- a ovest dal quartiere Q. XIV Trionfale[7]

La zona urbanistica confina:
- a nord con la zona urbanistica 17B Della Vittoria;
- a est con la zona urbanistica 2C Flaminio;
- a sud-est con la zona urbanistica 1A Centro Storico;
- a sud con la zona urbanistica 1B Trastevere;
- a ovest con la zona urbanistica 18A Aurelio Sud, la Città del Vaticano e la zona urbanistica 17C Eroi.

## Storia
In epoca romana il territorio dell'odierno rione Prati consisteva in vigneti e canneti facenti parte delle proprietà di Domizia, moglie di Domiziano, da cui la zona prese il nome di Horti Domitii ("Orti Domiziani") e in seguito di Prata Neronis ("Prati di Nerone"). Durante il medioevo la zona prese il nome di Prata Sancti Petri ("Prati di San Pietro") in riferimento all'adiacente basilica vaticana.
Fino almeno al 1883 vi si estendeva una vastissima distesa di campi coltivati, prati naturali, pascoli e anche di paludi, punteggiata, soprattutto nella zona delle pendici di Monte Mario, da qualche casale agricolo e per il resto completamente deserta, conosciuta come Pianella di Prati o Pianella d'Oltretevere, o ancora Prati di Castello (in riferimento a Castel Sant'Angelo). Dopo il 1883 si ebbero i primi interventi di edilizia e di urbanizzazione, in parte già immaginati anche sotto il governo pontificio. All'inizio l'area corrispondente all'attuale viale Mazzini fu utilizzata per le esercitazioni militari, da qui il toponimo di piazza d'Armi (poi quartiere delle Vittorie).
Nel 1873 su pressione del De Merode, proprietario di vaste aree della zona, il Comune firmò la convenzione per l'edificazione del nuovo quartiere; esso tuttavia era fuori del piano regolatore (1873, Viviani - Pianciani), e venne inserito solo in quello del 1883. La zona, periferica, restò marginale anche per l'assenza di infrastrutture di collegamento: fu De Merode stesso a far realizzare un ponte in ferro all'altezza del Porto di Ripetta, che restò in funzione fino all'inaugurazione del Ponte Umberto (Palazzo di giustizia a piazza Cavour). Durante l'Età giolittiana (1901-1914) e il mandato di Ernesto Nathan come sindaco dal 1907 al 1914 si ebbero gli interventi amministrativi e urbanistici volti ad affrontare i problemi che nascevano dall'eccezionale sviluppo di Roma. Nathan favorì una crescita delle città per quartieri, unità urbane autosufficienti, separate fra loro da zone verdi.
Il 20 agosto 1921 fu costituito ufficialmente il rione Prati, l'ultimo in ordine di tempo dei rioni di Roma, nato come quartiere che accogliesse le strutture amministrative del Regno d'Italia e zona residenziale per i funzionari dello stato. Per questo motivo i nomi delle vie del nuovo rione furono scelti tutti tra personaggi storici della Roma repubblicana e imperiale, condottieri e letterati della classicità latina e pagana, e tra gli eroi del Risorgimento, al quale fu dedicata la piazza principale. La strada principale del quartiere fu intitolata nel 1911 al tribuno e senatore romano Nicola Gabrini, figlio di Lorenzo, detto Cola di Rienzo, un popolano romano che nel XIV secolo tentò di ripristinare la repubblica a Roma.
Durante i lavori di costruzione del rione furono trasportate enormi quantità di materiale di riporto per creare un dislivello che proteggesse la zona dalle alluvioni del Tevere, che precedentemente erano assai comuni, tanto che i prati durante le inondazioni erano considerati una zona cuscinetto a protezione del resto della città. Proprio per la natura argillosa e di riporto del sottosuolo nella costruzione di molti edifici furono necessari intensi interventi di consolidamento, non ultimi quelli che più volte si resero necessari durante e dopo la costruzione del palazzo di Giustizia, per evitare che a causa della sua enorme mole franasse verso il letto del Tevere.
Tutti i primi isolati furono costruiti sul lungotevere dei Mellini e a via Vittoria Colonna, ma subito dietro iniziava la campagna: su piazza Cavour si affacciavano solo cinque caseggiati lasciando il posto libero per altrettanti, nessuna casa era ancora costruita lungo via Cola di Rienzo, la principale strada della zona; nelle strade interne tra piazza Cavour e via Cola di Rienzo l'edilizia era ancora più rada, tanto che si annoveravano inizialmente tre case in via Cicerone, due in via Lucrezio Caro, tre in via Cesi, due in via Tacito, poche di più in via Plinio.
Nel 1898 fu inaugurato il Teatro Adriano su piazza Cavour, e tra il 1888 e il 1911 fu completato il maestoso Palazzo di Giustizia, progettato dall'architetto Calderini e ispirato all'architettura neobarocca, perciò subito ribattezzato il palazzaccio. Tra viale delle Milizie e viale Giulio Cesare vennero costruite, con i fondi della legge del 1881, le caserme dell'Esercito e dei Carabinieri. Tra queste e via Cola di Rienzo sorsero inizialmente una decina di case a cinque piani e altrettanti villini. Le costruzioni divennero negli anni successivi più fitte in fondo ai Prati, nella zona Trionfale al di là di piazza del Risorgimento.
Via Ottaviano, via Barletta, via Leone IV, via Candia, via Ostia e via Famagosta, furono completamente costruite in un secondo tempo; piazza del Risorgimento, via Vespasiano e via Otranto vennero completate ancora più tardi.
La costruzione del rione Prati si concluse per lo più nella prima metà del XX secolo, sebbene alcuni edifici più moderni siano stati costruiti successivamente, a scapito di villette preesistenti. Molti dei palazzi, inoltre, subirono nel corso del tempo ampliamenti e sopraelevazioni. Il rione Prati è oggi caratterizzato dalle strade ampie e regolari, nell'ottica di un impianto urbanistico geometricamente regolare, da palazzi eleganti in stile umbertino e da villini in stile liberty.
Per il trasporto dei materiali lapidei provenienti dalle cave di Grottarossa, sul finire dell'Ottocento fu costruita una breve ferrovia a scartamento ordinario detta delle cave che aveva capolinea Prati di Castello. Sul medesimo tracciato fu inaugurata nel 1906 la tranvia Roma-Civita Castellana a scartamento metrico, soppressa nel 1932 in concomitanza dell'inaugurazione della ferrovia Roma-Civita Castellana-Viterbo.

### Stemma
D'azzurro al mausoleo d'Adriano d'argento.

## Monumenti e luoghi d'interesse

### Architetture civili
- Mercato dell'Unità, su via Cola di Rienzo. Mercato rionale del XX secolo (1928).
- Palazzo di Giustizia (o Palazzaccio), tra piazza Cavour e piazza dei Tribunali.

Sede della Corte suprema di cassazione.
- Palazzo INAIL, su piazza delle Cinque Giornate. Edificio razionalista del XX secolo (1940).
- Palazzo Odescalchi Simonetti, su via Vittoria Colonna.
- Teatro Adriano, su piazza Cavour.
- Villino Cagiati, su via dei Gracchi.
- Villino Macchi di Cellere, su viale Giulio Cesare angolo via Marcantonio Colonna.
- Villino Vivante, su via dei Gracchi angolo via Alessandro Farnese.
- Villino Vitale, su via Alessandro Farnese angolo via dei Gracchi.

### Architetture religiose

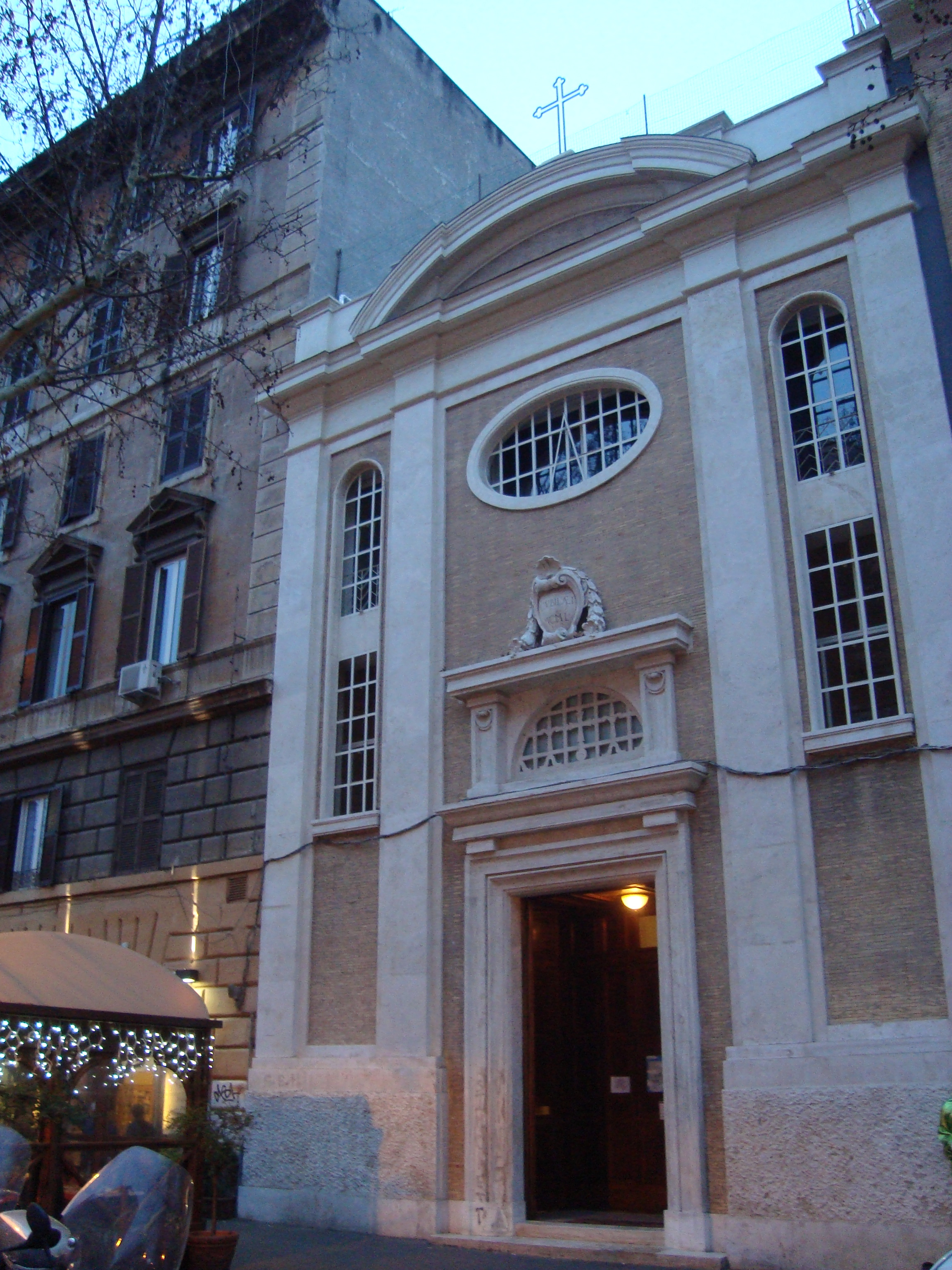
La cappella di Santa Maria Assunta, su viale Giulio Cesare 116.

- Chiesa di San Gioacchino in Prati, su via Pompeo Magno.
- Chiesa del Sacro Cuore del Suffragio, sul lungotevere Prati.
- Chiesa di Santa Maria del Rosario in Prati, su via degli Scipioni.
- Chiesa della Beata Vergine Maria del Carmine, su via Sforza Pallavicini.
- Chiesa di San Giuseppe ai Prati, su via Pietro Cavallini.
- Chiesa cristiana avventista in Prati, sul lungotevere Michelangelo.
- Cappella di Santa Maria Immacolata dell'Istituto Scolastico Nazareth, all'interno dell'Istituto Scolastico Nazareth, su via Cola di Rienzo.
- Cappella di Santa Maria Assunta, dell'Istituto delle Suore di San Giovanni Battista, su viale Giulio Cesare.
- Tempio valdese di piazza Cavour, su piazza Cavour.

Scomparse
- Chiesa di Santa Maria Immacolata al Collegio Pio Latino Americano, su via Giuseppe Gioachino Belli. Fu costruita nel 1888 e demolita nel 1963 assieme al complesso del collegio Pio Latino Americano.[12]

### Architetture militari
Lungo viale Giulio Cesare sono presenti quattro caserme costruite in stile rinascimentale nel periodo 1882-1886.
- Caserma Capitano Orlando De Tommaso, già Vittorio Emanuele II, su via Carlo Alberto dalla Chiesa. 41.910864°N 12.46021°E

Sede della Scuola Allievi Carabinieri Roma.
- Caserma Cavour, su via Lepanto. 41.912421°N 12.466538°E

Sede del Tribunale Ordinario di Roma - Settore Civile e Settore Civile e Lavoro.
- Caserma Luciano Manara, già Regina Margherita, su via Carlo Alberto dalla Chiesa. 41.911313°N 12.462312°E

Sede del Centro di Selezione VFP1 - Roma.
- Caserma Nazario Sauro, già Principe di Napoli, su via Lepanto. 41.91194°N 12.46464°E

### Altro
- Piazza Cavour

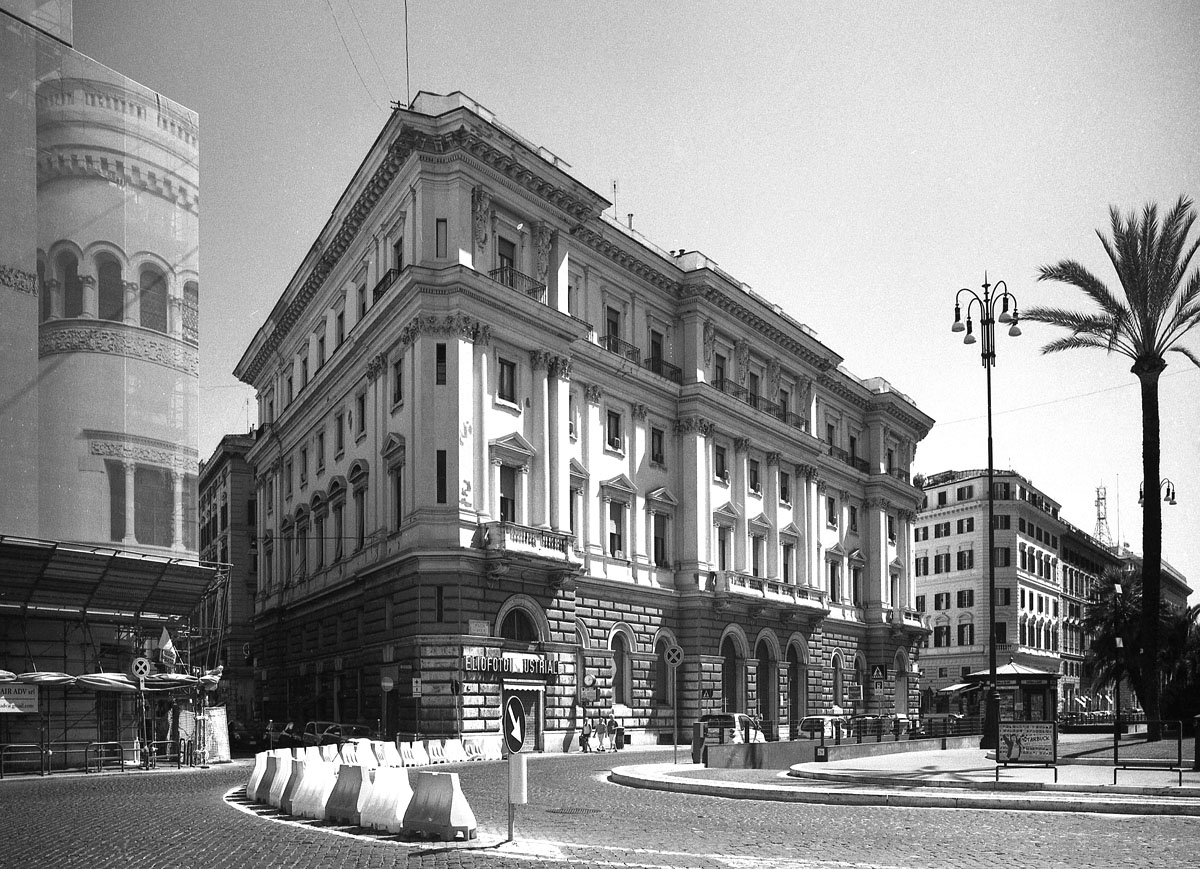
Palazzo De Parente di Gaetano Koch (1887) a piazza Cavour

  - Monumento a Cavour nella piazza omonima (opera di Stefano Galletti, 1885-1895)
- Targa commemorativa a Teresa Gullace, su viale Giulio Cesare.

Posta sul muro esterno della caserma Luciano Manara all'angolo con via Carlo Alberto dalla Chiesa.
- Busto in memoria di Pietro Toselli, su via Lepanto.

Posto davanti all'ingresso della caserma Nazario Sauro.

## Cultura

### Scuole
- Liceo Ginnasio statale Terenzio Mamiani

- Liceo classico statale Dante Alighieri
- Scuola media statale e succursale "Dante Alighieri"
- IV Liceo artistico statale "Alessandro Caravillani"
- Libera Università Maria Santissima Assunta (LUMSA)

### Musei
- Museo delle anime del Purgatorio
- Museo degli orrori di Dario Argento
- Museo storico dell'Arma dei Carabinieri

### Teatri
- Teatro Alhambra, distrutto da un incendio nel 1902
- Teatro Prati

## Geografia antropica

### Urbanistica

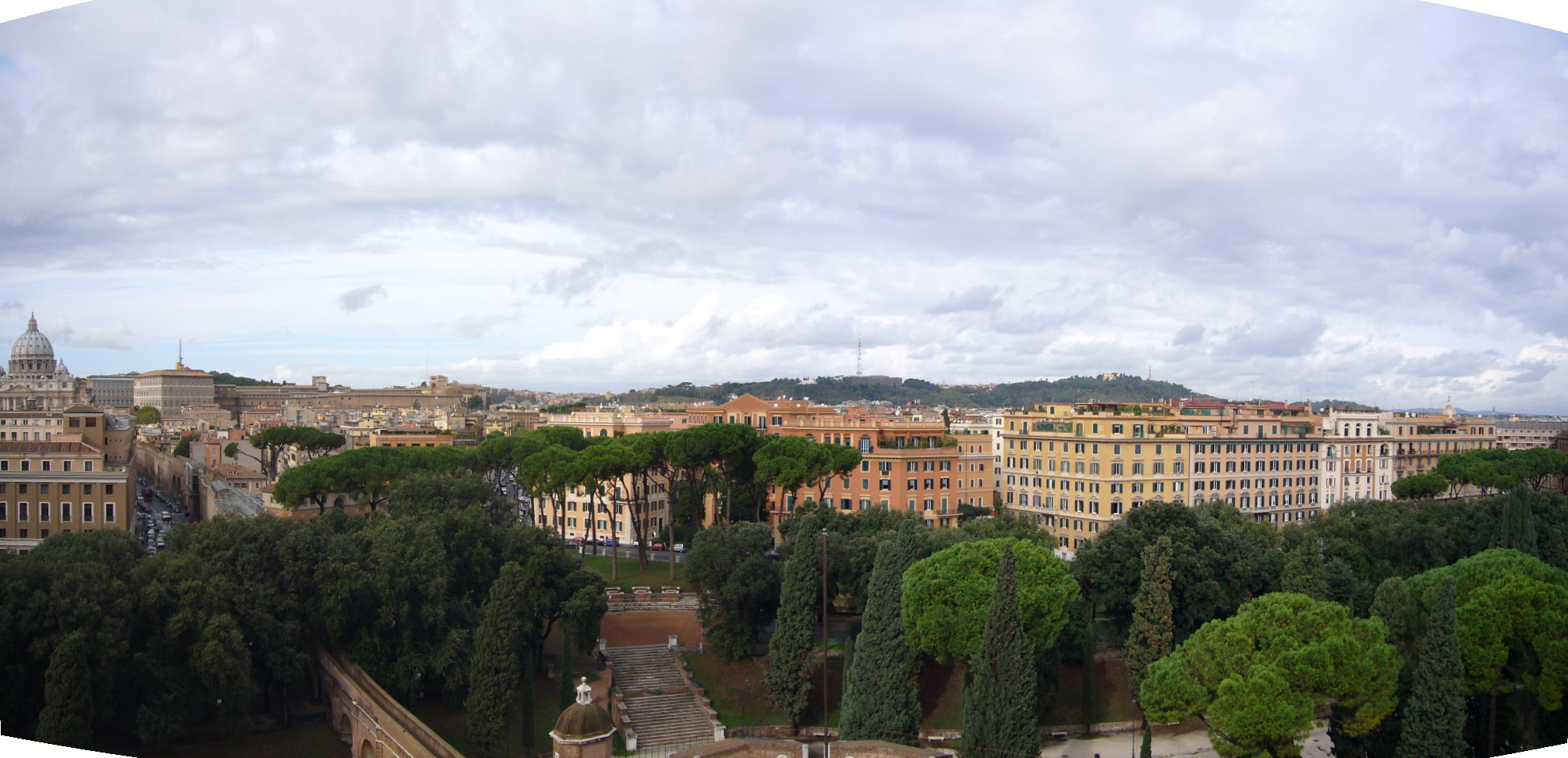
Il rione Prati visto da Castello

Nel territorio di Prati si estende l'omonima zona urbanistica 17A.
Le strade principali del rione sono via Cola di Rienzo, una delle principali vie commerciali di Roma, ed il rettifilo che collega piazza Cavour a piazza Mazzini (quest'ultima nel quartiere Della Vittoria): esse si incrociano nella piazza intitolata anch'essa a Cola di Rienzo.
La prima parte da piazza del Risorgimento ed arriva al Tevere, una sua ideale continuazione porta a piazza del Popolo; essa concentra su di sé la vita commerciale del quartiere, insieme a via Ottaviano e a parte di via Germanico e viale Giulio Cesare.
Tra quest'ultima e viale delle Milizie si trovano le tre caserme dell'esercito e dei carabinieri ed il Tribunale Civile di Roma sistemato in un'altra ex-caserma, mentre a piazza Cavour vi è il già citato palazzo di Giustizia, sede della Corte suprema di cassazione, ma noto da sempre ai Romani come Palazzaccio.
Via Crescenzio collega piazza Cavour a piazza del Risorgimento.
Sul Tevere corrono i lungoteveri Michelangelo e dei Mellini, ed il rione è collegato alla riva sinistra dai ponti Pietro Nenni, Regina Margherita (1891), Cavour e Umberto I (1895).

### Odonimia
Le vie del rione sono dedicate ad antichi romani (Attilio Regolo, Boezio, Caio Mario, Cassiodoro, ecc.) o a figure illustri della Roma rinascimentale o moderna (come Ennio Quirino Visconti o Marianna Dionigi).
Piazze
- Piazza Cavour
- Piazza del Risorgimento
- Piazza Cola di Rienzo
- Piazza dei Quiriti
- Piazza della Libertà
- Piazza dell'Unità

## Infrastrutture e trasporti
La linea A della metropolitana cittadina attraversa il rione Prati per un lungo tratto, fermando alle stazioni Lepanto (all'incrocio di viale Giulio Cesare con via Lepanto e via Colonna) e Ottaviano (all'incrocio di viale Giulio Cesare con via Ottaviano e via Barletta).